# Philipps-Universität Marburg
Philipps-Universität Marburg er et universitet, der er beliggende i Marburg i Tyskland. Det blev grundlagt i 1527 af Philip 1. af Hessen.

## Vigtige studerende og ansatte

### Naturvidenskab
- Ludwig Aschoff
- Emil von Behring
- Karl Ferdinand Braun
- Klaus Bringmann
- Robert Bunsen
- Adolf Butenandt
- Georg Ludwig Carius
- Franz Ludwig Fick
- Hans Fischer
- Edward Frankland
- Frederick Augustus Genth
- Johann Peter Griess
- Karl Eugen Guthe
- Otto Hahn
- Johannes Hartmann
- Thomas Archer Hirst
- Erich Hückel
- Hermann Knoblauch
- Hermann Kolbe
- Albrecht Kossel
- Otto Loewi
- Carl Ludwig
- Hans Meerwein
- Ludwig Mond
- Denis Papin
- Heinrich Petraeus (1589–1620)
- Otto Schindewolf
- Sunao Tawara
- John Tyndall
- Wilhelm Walcher
- Alfred Wegener
- Georg Wittig
- Alexandre Yersin
- Karl Ziegler
- Theodor Zincke
- Zouari Khaled

### Teologer
- Rudolf Bultmann
- Friedrich Heiler
- Wilhelm Herrmann
- Aegidius Hunnius
- Andreas Hyperius
- Otto Kaiser
- Jacob Lorhard
- Rudolf Otto
- Kurt Rudolph
- Paul Tillich
- August Friedrich Christian Vilmar

### Filosoffer
- Wolfgang Abendroth
- Ernst Cassirer
- Hermann Cohen
- Hans-Georg Gadamer
- Nicolai Hartmann
- Martin Heidegger
- Hans Jonas
- Friedrich Albert Lange
- Karl Löwith
- Paul Natorp
- Christian Wolff
- Eduard Zeller
- Karl Theodor Bayrhoffer
- Hans Heinz Holz

### Andre
- Hannah Arendt
- Karl Barth
- Gottfried Benn
- Gerold Bepler
- Georg Friedrich Creuzer
- T. S. Eliot (der måtte opgiv et sommerkursus i 1914 pga. første verdenskrig.)
- José Ortega y Gasset
- Jacob Grimm
- Wilhelm Grimm
- Caspar Friedrich Hachenberg
- Gustav Heinemann
- Beatrice Heuser
- Kim Hwang-sik
- Helmut Koester
- Wilhelm Liebknecht
- Mikhail Lomonosov
- Carlyle Ferren MacIntyre
- Ulrike Meinhof
- Friedrich Paulus
- Boris Pasternak
- Ernst Reuter
- Isaac Rülf
- Ferdinand Sauerbruch
- Friedrich Carl von Savigny
- Annemarie Schimmel
- Heinrich Schütz
- Manfred Siebald
- Leo Strauss
- Wilhelm Röpke
- Costas Simitis
- Dmitry Ivanovich Vinogradov
- Ingeborg Weber-Kellermann

50°48′38.7″N 8°46′25.3″Ø / 50.810750°N 8.773694°Ø
| Skole | Spire Denne artikel om en skole, en uddannelsesinstitution eller uddannelse er en spire som bør udbygges. Du er velkommen til at hjælpe Wikipedia ved at udvide den. |